# In the end: live & rare
In The End: Live & Rare es el segundo EP de la banda Linkin Park y contiene siete pistas. Fue solamente lanzado en Japón y aunque se lo califique como un artículo promocional, se vendieron en altas cantidades.
Las canciones que se encuentran en el CD son lados B de los sencillos CD. «My December» y «High Voltage» son lados B del sencillo «One Step Closer». Las versiones en vivo de «Points of Authority» y «A Place for My Head», al igual que «Step Up», aparecen en el sencillo de «In The End». La versión en vivo de «Papercut» aparece en el sencillo del mismo nombre.

## Lista de canciones
1. "In The End" (versión álbum) - 3:36
2. "Papercut" (En vivo desde Docklands Arena, Londres) - 3:12
3. "Points of Authority" (En vivo desde Docklands Arena, Londres) - 3:29
4. "A Place For My Head" (En vivo desde Docklands Arena, Londres) - 3:10
5. "Step Up" - 3:55
6. "My December" - 4:20
7. "High Voltage" - 3:45